# Nowy zamek w Ingolstadt
Nowy zamek (niem. das Neue Schloss) – zespół budowli obronnych we wschodniej części kompleksu staromiejskiego w Ingolstadt w Bawarii, w Niemczech.
Budowę zespołu o charakterze zamku miejskiego w stylu francuskiego gotyku podjął w 1418 r. książę Ludwik VII Brodaty, w tym czasie władca księstwa Bawarii-Ingolstadt (niem. herzogtum Bayern-Ingolstadt, również Oberbayern-Ingolstadt). Zespół, otaczający rozległy prostokątny dziedziniec, rozbudowywano aż do XVII w. Budowa nowego zamku pochłonęła jedną z czterech wież średniowiecznych obwarowań miejskich (zwaną Feldkirchner Tor). Zastąpiono ją nową wieżą (niem. Neue Feldkirchner Tor), która jednak w 1879 r. została zburzona. Początki bramy wjazdowej do zamku od strony miasta sięgają 1580 r., przy czym wznosząca się nad nią barokowa wieża zegarowa pochodzi z pierwszej połowy XVIII w.
W zamku, którego wnętrze kryje liczne rozległe sale oraz gotycką kaplicę, mieści się obecnie Bawarskie Muzeum Wojskowe (niem. das Bayerische Armeemuseum), eksponujące broń, wyposażenie wojskowe, mundury oraz ogromne zbiory cynowych i ołowianych żołnierzyków. Na dziedzińcu znajduje się ekspozycja dawnych armat, z których dwie najstarsze zwane „Scherer“ i „Schererin“ pochodzą z lat 1524-1525.